# Xot elegant
El xot elegant (Otus elegans) és una espècie d'ocell de la família dels estrígids (Strigidae). Habita les petites illes que s'estenen des del sud del Japó fins al nord de Luzon; les Ryukyu, Daito i altres. El seu estat de conservació es considera gairebé amenaçat.